# Gerhard Heller (Fotograf)
Gerhard Heller (25. Februar 1947 – 25. April 2017 in Wien) war ein österreichischer Fotograf, tätig insbesondere in den Bereichen Lifestyle, Mode und Portrait. Er zählte zum Gründungsteam des Wiener, der Zeitschrift für Zeitgeist, gegründet 1979.

## Leben, Werk
Gerhard Heller arbeitete zunächst als Elektriker und erlernte das Handwerk des Fotografen als Autodidakt. Als Vorbilder nannte er die Magnum-Fotografen und das Life-Magazin, Helmut Newton und Guy Bourdin, vor allem aber Irving Penn. Im Interview mit Cordula Reyer erzählt er: „Meine Lehrzeit war das Filmmuseum, Musik und der Architektur-Professor Ernst Plischke, in dessen Klasse ich ein U-Boot war.“ Das Bild einer Demonstration am 1. Mai 1968 vor dem Hotel Bristol in Wien war das erste Foto, welches er verkaufen konnte. Es erschien in der Volksstimme, einer kommunistischen Tageszeitung, auf Seite 3. Ende der 1960er Jahre gab er seine Beamten-Laufbahn im Außenministerium auf, in den 1970er Jahren wurde er von der Illustrierten Bunte als Fotoreporter um die Welt geschickt. Er blieb laut Eigenaussage „zwölf, 13 Jahre“ bei der Bunten, in denen er alle Olympiaden fotografierte, „sehr oft“ Niki Lauda und zuletzt Franz Klammer bei der Abfahrt auf der Streif. Parallel zu seiner journalistischen Arbeit nahm er erstmals Werbeaufträge an, beispielsweise vom Brillendesigner Robert La Roche. Seine Sujets – wie das Kopftuchbild mit Cordula Reyer und ihrer schwarzen Sonnenbrille – lehnten sich, so die Journalistin Angelika Hager, „stilistisch an die frühe Hollywood-Studiofotografie an und erlangten auch deren ikonografische Wucht.“
Er arbeitete auch als Porträtfotograf mit einem breiten Spektrum an Aufträgen – von Mode und Musik über Sport bis Politik und Wirtschaft. Beispielsweise fotografierte er Friedrich Achleitner, Leonid Breschnew, Falco, Pilar Goëss und Jürgen Hirzberger-Taylor, Hans Hollein, Curd Jürgens, Karim Aga Khan IV., Kiki Kogelnik, Paul Kohner, Vladimir Malakhov, Muckenstruntz & Bamschabl, Arnulf Rainer, Roland Rainer, Sophie Rois, Peter Sellers, Harri Stojka, Billy Wilder und Joe Zawinul sowie den späteren Bundespräsidenten Heinz Fischer und zwei österreichische Bundeskanzler – Bruno Kreisky und Franz Vranitzky. Seinen Arbeitsstil beschrieb Angelika Hager wie folgt: „Er war ein Tüftler und Perfektionist. Bis der Wiener Fotokünstler das Licht für ein Porträt so gesetzt hatte, wie es seinen gnadenlosen Anforderungen an sich selbst entsprach, konnten Stunden vergehen.“
In den 1980er Jahren arbeitete Heller regelmäßig für den Wiener, die damals neu gegründete Zeitschrift für Zeitgeist, und kooperierte insbesondere mit deren Art Directors Michael Beran und Lo Breier. Mit seinen Titelbildern prägte er die Ästhetik des Blatts. Später arbeitete auch für das Frauenmagazin Wienerin. Die Hamburger Plattform Red Box, die Wiener Tageszeitung Der Standard und das Bezirksmuseum Leopoldstadt würdigten ihn als „Kult-Fotografen“. In der Sammlung des Wien Museum finden sich 149 Abzüge Hellers – darunter ein Selbstporträt in der Dunkelkammer, Fotos von Demonstrationen, ein Bild aus einer Reportage über sowjetische Juden in der Leopoldstadt, Modefotos und Architekturaufnahmen. Im Nachruf von Red Box steht: „Heller prägte die Fotografie-Szene in Österreich und genoß weltweites Ansehen.“ Angelika Hager: „Heller war einer, der mit seiner Lichtkunst mehr wie ein Bildhauer als ein Fotograf arbeitete.“ Der CCA schrieb: „Seine Bilder waren Kunst. Die Arbeiten erzählen Geschichten.“

## Ausstellung
- 2010 WestLicht, Wien: Hellers Licht

## Nachrufe
- Der Standard
- profil (von Angelika Hager)
- Gerhard Heller: "Wien war grauenvoll", Interview mit Cordula Reyer im Standard, postum erschienen am 4. Juni 2017